# Musik i Kanada

O Canada

Musik i Kanada har influerats av amerikanerna, britterna, fransmännen och ursprungsbefolkningen. Kanadas nationalsång heter O Canada.

## Populärmusik

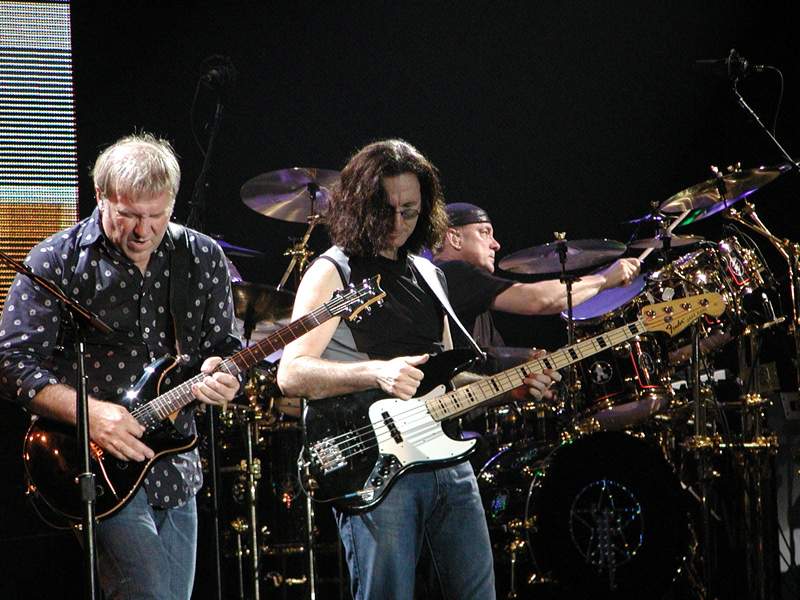
Rush 2004.

Kända kanadensiska artister är bland andra Bryan Adams, Céline Dion, Nickelback, Rush och Shania Twain.
För att stärka den inhemska produktionen har man under tidigt 2000-tal bland annat begränsat speltiden i radiokanalerna för icke-kanadensisk musik,, samt höjt konsertavgifterna för icke-kanadensiska artister och grupper.

### Fotnoter
1. ↑  ”Kanada: kanadensisk musik”. Världsmusik. Arkiverad från originalet den 8 mars 2016. https://web.archive.org/web/20160308034928/http://varldsmusik.se/kanadensisk-musik/. Läst 8 november 2015.
2. ↑  Jennifer Paterson (29 augusti 2013). ”Ökad musiknationalism i Kanada”. Sveriges Television. http://www.svt.se/kultur/musik/musiknationalism-i-kanada. Läst 8 november 2015.